# Hypna clytemnestra
Espèce
Hypna clytemnestra  est un insecte lépidoptère de la famille des Nymphalidae et de la sous-famille des Charaxinae et du genre Hypna dont il est le seul représentant.

## Dénomination
Hypna clytemnestra a été décrit par Pieter Cramer en 1777 sous le nom initial de Papilio clytemnestra.

### Noms vernaculaires
Hypna clytemnestra se nomme Marbled Leafwing ou Silver-studded Leafwing en anglais,.

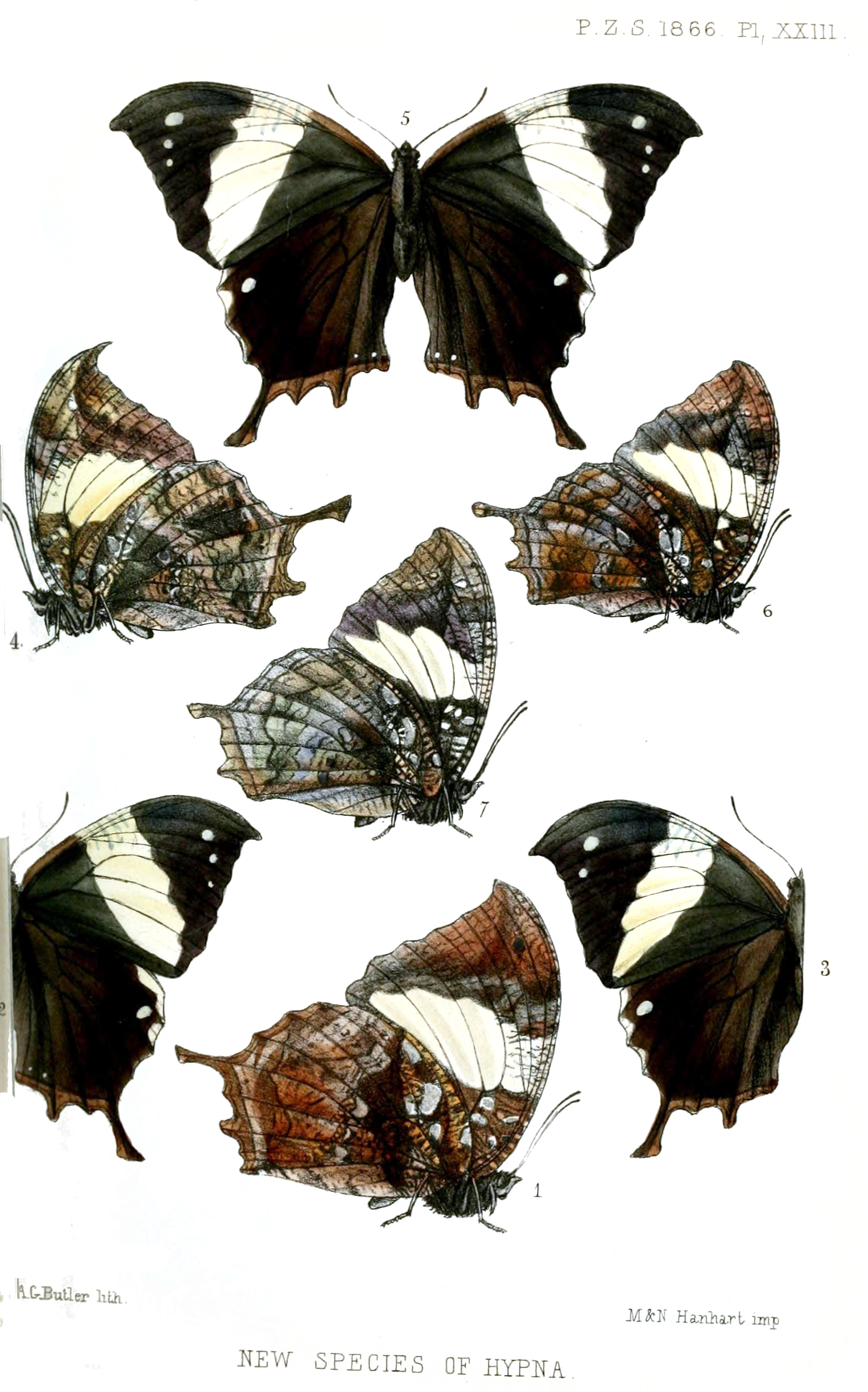
sous-espèces d' Hypna clytemnestra
Proceedings of the Zoological Society of London (plate XXIII)

### Sous-espèces
- Hypna clytemnestra clytemnestra; présent au Nicaragua, au Suriname et au Brésil.
- Hypna clytemnestra corymbaensis Talbot, 1928; présent au Brésil.
- Hypna clytemnestra forbesi Godman & Salvin, [1884]; présent au Brésil.
- Hypna clytemnestra huebneri Butler, 1866; présent au Brésil.
- Hypna clytemnestra iphigenia ou Hypna iphigenia Herrich-Schäffer, 1892; présent à Cuba.
- Hypna clytemnestra mexicana Hall, 1917; présent au Mexique.
- Hypna clytemnestra negra C. & R. Felder, 1862; présent à Panama, en Bolivie et au Pérou.

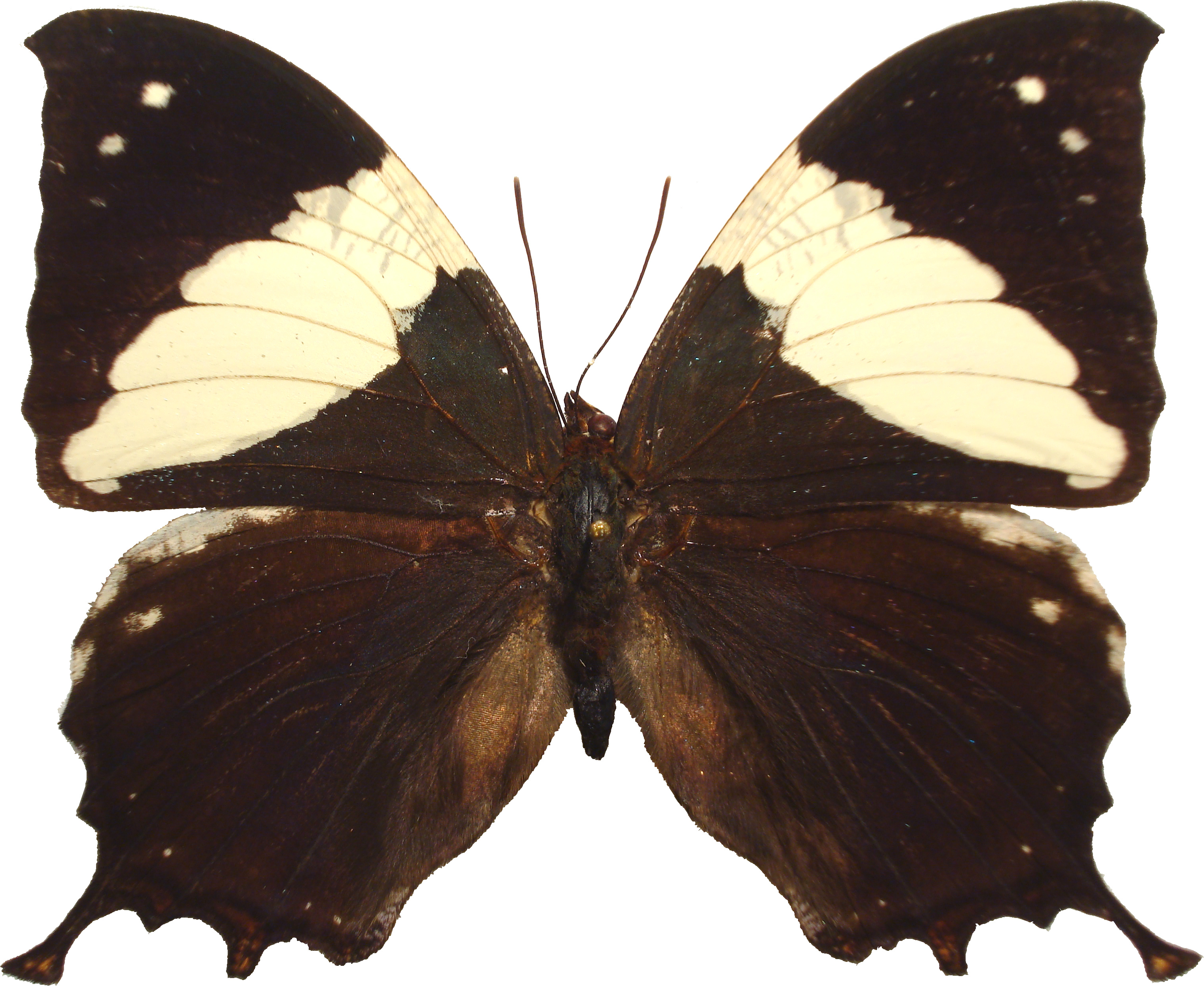
Hypna clytemnestra rufescens Butler, 1866; présent au Venezuela et en Colombie[1].  - Face dorsale - Moyobamba, Pérou
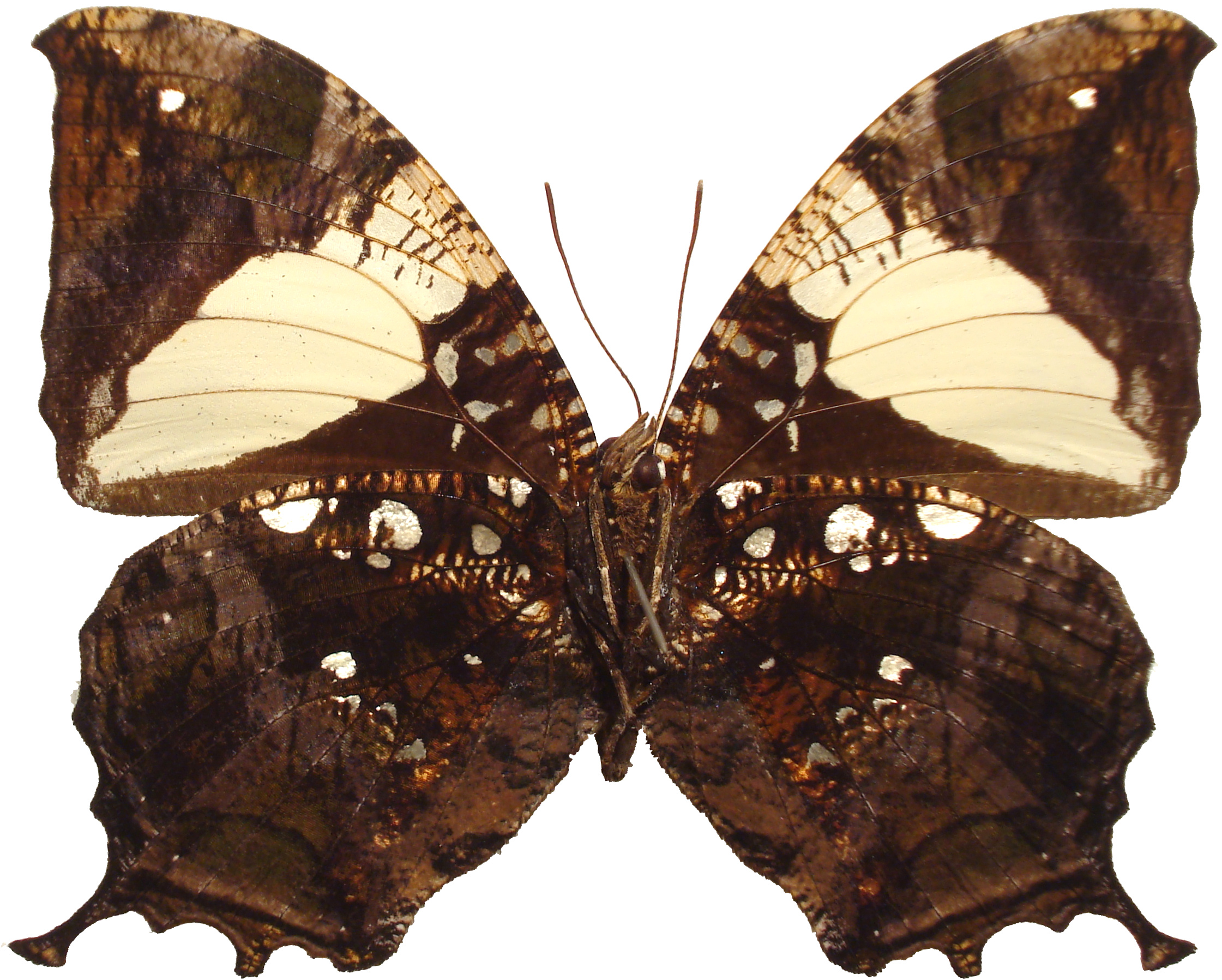
Face ventrale - Moyobamba, Pérou
  - Face ventrale - Moyobamba, Pérou

## Description
Hypna clytemnestra est un papillon d'une envergure de 70 mm à 100 mm suivant les sous-espèces, aux ailes antérieures à apex pointu recourbé et bord externe aux ailes antérieures et postérieures festonnées avec une grande queue aux ailes postérieures,. Le dessus est de couleur marron foncé avec aux ailes antérieures une bande blanche dentée dans l'aire discale et aux ailes postérieures une aire postdiscale marron roux et une bande submarginale foncée avec une ligne de points blancs.
Le revers est marron à reflets vert métallisé plus ou moins marbré de blanc avec une bande blanche de l'aire discale des ailes antérieures.

## Biologie
Il vole toute l'année mais en plus grand nombre en saison humide.

### Plantes hôtes
Les plantes hôtes de sa chenille sont des Croton, dont Croton floribundus (travaux de Caldas en 1991).

### Parasitisme
Les œufs sont parasités par des Eulophidae.

## Écologie et distribution
Hypna clytemnestra est présent au Mexique, à Cuba, à Panama, au Nicaragua, en Colombie, au Venezuela, en Équateur, en Bolivie, au Pérou, en Argentine, au Brésil, au Suriname et en Guyane,,.

### Biotope
Hypna clytemnestra réside dans les forêts humide, principalement au pied des montagnes.

### Protection
Pas de statut de protection particulier.

## Philatélie
Ce papillon figure sur une émission de Cuba de 1965 (valeur faciale : 13 c.).